# (3784) Chopin
(3784) Chopin es un asteroide que forma parte del cinturón de asteroides y fue descubierto el 31 de octubre de 1986 por Eric Walter Elst desde el Observatorio de la Alta Provenza, Francia.

## Designación y nombre
Chopin fue designado al principio como 1986 UL1.
Posteriormente, en 1988, se nombró en honor del pianista y compositor polaco Frédéric Chopin (1810-1849).

## Características orbitales
Chopin está situado a una distancia media del Sol de 3,126 ua, pudiendo acercarse hasta 2,602 ua y alejarse hasta 3,65 ua. Tiene una excentricidad de 0,1678 y una inclinación orbital de 13,55 grados. Emplea 2019 días en completar una órbita alrededor del Sol.

## Características físicas
La magnitud absoluta de Chopin es 11,4. Tiene 28,53 km de diámetro y un periodo de rotación de 12,72 horas. Su albedo se estima en 0,0864.